# Ephemera nadinae
Ephemera nadinae is een haft uit de familie Ephemeridae. De wetenschappelijke naam van de soort is voor het eerst geldig gepubliceerd in 1973 door McCafferty & Edmunds.
De soort komt voor in het Oriëntaals gebied.